# Sciades indicus
Sciades indicus là một loài bọ cánh cứng trong họ Cerambycidae.